# Старосуллинский сельсовет
Старосуллинский сельсовет — муниципальное образование в Ермекеевском районе Башкортостана.

## История
Согласно «Закону о границах, статусе и административных центрах муниципальных образований в Республике Башкортостан» имеет статус сельского поселения.

## Население
| 2002 | 2009 | 2010 | 2012 | 2013 | 2014 | 2015 |
| ---- | ---- | ---- | ---- | ---- | ---- | ---- |
| 704  | ↘676 | ↘632 | ↘627 | ↘604 | ↘589 | ↘577 |
| 2016 | 2017 |      |      |      |      |      |
| ↗625 | ↗630 |      |      |      |      |      |

## Состав сельского поселения
| № | Населённый пункт | Тип населённого пункта       | Население |
| - | ---------------- | ---------------------------- | --------- |
| 1 | Старые Сулли     | село, административный центр | ↘342      |
| 2 | Новые Сулли      | село                         | ↘290      |